# NGC 3271
NGC 3271 é uma galáxia lenticular (SB0) localizada na direcção da constelação de Antlia. Possui uma declinação de -35° 21' 36" e uma ascensão recta de 10 horas, 30 minutos e 26,5 segundos.
A galáxia NGC 3271 foi descoberta em 1 de Maio de 1834 por John Herschel.